# Reprezentacja Wielkiej Brytanii na Mistrzostwach Świata w Narciarstwie Klasycznym 2009
Reprezentacja Wielkiej Brytanii na Mistrzostwach Świata w Narciarstwie Klasycznym 2009 liczyła 6 sportowców. Najlepszym wynikiem było 15. miejsce w sztafecie mężczyzn 4 × 10 km i w sprincie drużynowym kobiet.

## Medale

### Złote medale
Brak

### Srebrne medale
Brak

### Brązowe medale
Brak

## Wyniki

### Biegi narciarskie mężczyzn
Sprint
- Andrew Musgrave – 65. miejsce (odpadł w kwalifikacjach)
- Simon James Platt – 95. miejsce (odpadł w kwalifikacjach)
- Andrew Young – 98. miejsce (odpadł w kwalifikacjach)
- Alexander Standen – 103. miejsce (odpadł w kwalifikacjach)

Sprint drużynowy
- Andrew Musgrave, Simon James Platt – 17. miejsce

Bieg na 15 km
- Andrew Musgrave – 56. miejsce

Bieg na 30 km
- Andrew Musgrave – 45. miejsce

Sztafeta 4 × 10 km
- Andrew Musgrave, Alexander Standen, Andrew Young, Simon James Platt – 15. miejsce

### Biegi narciarskie kobiet
Sprint
- Sarah Young – 81. miejsce (odpadła w kwalifikacjach)
- Fiona Hughes – 86. miejsce (odpadła w kwalifikacjach)

Sprint drużynowy
- Fiona Hughes, Sarah Young – 15. miejsce

Bieg na 10 km
- Fiona Hughes – 68. miejsce

Bieg na 15 km
- Sarah Young – 64. miejsce
- Fiona Hughes – 65. miejsce